# Alun Williams (plasticien)
Alun Williams, né à Manchester en 1961 est un artiste plasticien anglais qui vit et travaille à New York.

## Biographie
Pendant ses études à l’École d’Art de l’Université du Pays de Galles, il passe une année à l’École nationale supérieure d'art de Bourges puis celle de Blackheath à Londres avant de faire une maîtrise au Goldsmiths College (Université de Londres) diplôme qu'il obtint en 1987. 
En 1994, il crée l'association Triangle France, qui promeut des artistes français et internationaux, installée à la Friche Belle de Mai, à Marseille.
En 2000, il crée la Parker's Box Gallery, galerie qu'il dirige à Brooklyn,.

Ses œuvres sont présentées à la galerie Anne Barrault à Paris : 
- The good, the Bad and the Ugly en 2009,
- Salon du dessin contemporain en 2010[5],
- Jules, Victorine, La Fornarina et Le Psychologue[6],[7] en 2011.

Le Mamac l'accueille pour une exposition en 2009 et une présentation de sa monographie Lest en 2013.